# Florida Museum of Natural History

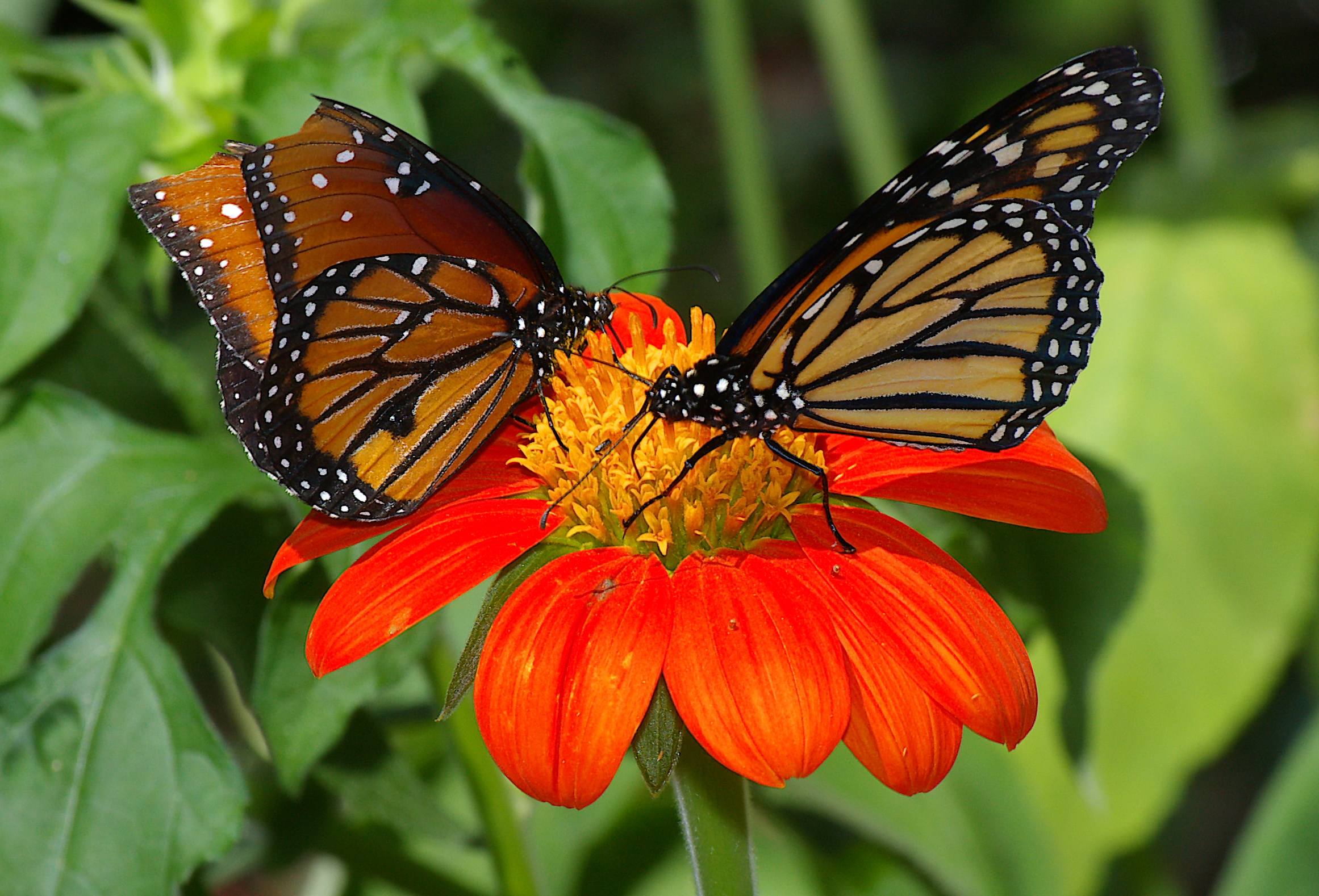
Två monarkfjärilar i museets regnskogsavdelning.

Florida Museum of Natural History är ett naturhistoriskt museum beläget inom University of Floridas universitetsområde i Gainesville, Florida, USA. Museet startade redan under sent 1800-tal och flyttade till University of Florida 1906 och är sedan 1917 Floridas officiella naturhistoriska statsmuseum. Fram till 1988 hette museet Florida State Museum men bytte namn för förtydliga museets inriktning samt för att inte misstas med Florida State University som ligger i Tallahassee. Museet har fri entré men vissa utställningar samt regnskogsavdelningen tar ut en separat avgift. Bland de permanenta avdelningarna kan nämnas "Butterfly Rainforest" med subtropiska och tropiska växter tillsammans med levande fjärilar och "Florida Fossils" där äkta fossil från 65 miljoner år tillbaka i tiden visas.   